# Râches
Râches è un comune francese di 2 682 abitanti situato nel dipartimento del Nord nella regione dell'Alta Francia.

## Storia

### Simboli
Lo stemma adottato dal comune si blasona:
Sono le insegne della famiglia De Râches (o De Rasse, De Raisse) che nel XIII secolo furono i primi signori del luogo di cui si ha notizia.
Il canonico Théodore Leuridan (1860–1933) attribuisce al comune di Râches uno stemma d'oro al leone di rosso, armato e lampassato d'azzurro, spiegando che si tratta delle armi della famiglia De Berghes, sotto la quale il territorio di Râches fu elevato a contea nel 1665 dal Re di Spagna e poi a principato nel 1701 da Luigi XIV, ma la città non ha mai adottato ufficialmente questo stemma.

## Società

### Evoluzione demografica
Abitanti censiti